# ノコル
ノコル(モンゴル語: Nökör,中国語: 伴當)とは中世モンゴルにおいて「僚友」を意味した言葉。本来的な意味は僚友/友人であったが、モンゴル帝国の建国期には「領主個人に忠誠を誓う家臣」といったニュアンスで用いられた。
チンギス・カンが建国したモンゴル帝国ではこの「ノコル」たちが帝国の中枢を担い、その子孫は帝国の貴族層を構成したため、モンゴル帝国の後継国家において「ノコル」は「チンギス・カン一門に仕える譜代の御家人」といったニュアンスで用いられるようになった。

## 概要

### ノコルの起源
遊牧領主に仕えるノコルの存在はチンギス・カンの登場以前から中世モンゴルで広く見られたもので、多くの遊牧領主が独自のノコルを有していた。『元朝秘史』にはチンギス・カンのライバルであるジャムカが常に30人前後のノコルを引き連れていたことや、チンギス・カンの弟ジョチ・カサルが敗走中して家族とはぐれた際にもノコルのみは行動をともにしていたことなどが記されている。
ノコルとして最も著名であり、またチンギス・カン最初のノコルであったのがアルラト部のボオルチュである。『元朝秘史』は青年期のチンギス・カンがある日馬を盗まれ、馬を取り返すために出かけた先でボオルチュに出会い、その助けを得たという逸話を伝えている。この時ボオルチュは「丈夫の悩みは一つなるぞ。我、汝がノコル(僚友)とならん」と語ってチンギス・カン最初のノコルになったという。この逸話に見られるような、対等な者が相互にノコルとなりあうのが「原初のノコル」であったと考えられている。また、かつてウラジミールツォフはこの事例に注目して「モンゴルのノコルとは西欧封建制における従士に相当し、自由意思で領主と契約し遊牧騎士となる存在である」と論じたが、現在ではこのような見解は否定されている。
ボオルチュのように純粋に自らの意思でノコルになった者は寧ろ例外的で、チンギス・カンのノコルとして著名になった者の大部分は親や兄に連れられて質子(トルカク)としてノコルになった者、或いは子供の時に拾われて義弟・養子として育てられノコルになった者たちであった。
この事例として最も著名であり、またボオルチュに次ぐチンギス・カン二番目のノコルになったのがウリャンカイ部のジェルメである。ジェルメはその父ジャルチウダイによってチンギス・カンに与えられそのノコルになったという。また、ボオルチュに並ぶ「四駿」として名高いジャライル部のムカリも、父がチンギス・カンに投降した際にチンギス・カンに与えられてノコルとなっている。この他にも、四駿の一人として著名なボロクル、チャガン、シギ・クトクらはホエルン(チンギス・カンの母)やボルテ(チンギス・カンの妻)に育てられ、チンギス・カンの義弟或いは養子として擬制的家族に取り込まれた者達で、彼等も成長してノコルとなった。護雅夫はこのような事例からウラジミールツォフの見解を否定し、カン-ノコル関係を「家産的支配・隷属関係」であると指摘した。
これらのノコルたちに共通するのは氏族間のしがらみに囚われず、チンギス・カン個人に強い忠誠心を捧げたという点で、チンギス・カンは彼等ノコルを親衛隊(ケシク)に組織し重用した。

### モンゴル帝国におけるノコル
最初期のチンギス・カンの勢力はキヤト氏の諸集団による連合体であったが、チンギス・カンは自らに絶対的な忠誠心を有さないキヤト氏族長を信頼せず、あくまで自らのケシク＝ノコルたちを信任しその規模を拡大させていった。1206年、モンゴル高原を統一したチンギス・カンがモンゴル帝国を建国した時、かつてケシクを務めたノコルたちは千人隊(ミンガン)を与えられて遊牧領主(ノヤン)となった。またチンギス・カンは千人隊長たちに自らの子弟をケシクに入隊させるよう通達し、ケシクを務めた者が千人隊長になり、その後継者もまたケシクを経て千人隊長になるというシステムが確立された。
こうしてチンギス・カンのノコルたちの子孫は代々モンゴル帝国の支配層を担うようになり、モンゴル帝国の貴族層を構成した。このため、モンゴル帝国及びその後継国家において「ノコル」とは「僚友」という原義から転じて「チンギス・カン一門に仕える譜代の御家人」といったニュアンスを持つようになった。
フラグ・ウルスで編纂された『集史』にはnūkar(ノコル)の訳語としてしばしばamīr-i buzurg(直訳すると「大アミール」)が用いられ、通常のamīr区別されて用いられた。『集史』におけるbuzurgはモンゴル語yekeの訳語でもあり、単に「偉大な」という形容詞ではなく、「チンギス・カン一門の〜」といったニュアンスも含む術語であった。志茂碩敏は以上の見解を踏まえて、『集史』のamīr-i buzurg＝nūkarは「(チンギス・カン一門の)御家人」と訳すべきである、と述べている。

## 参考資料
- 志茂碩敏『モンゴル帝国史研究序説―イル汗国の中核部族』東京大学出版会、1995年
- 志茂碩敏『モンゴル帝国史研究正篇―中央ユーラシア遊牧諸政権の国家構造』東京大学出版会、2013年
- 杉山正明『モンゴル帝国と大元ウルス』京都大学学術出版会、2004年
- 護雅夫「Nökör考」『史學雜誌』61号、1952年(護1952a)
- 護雅夫「Nökör考序説」『東方學』5号、1952年(護1952b)